# Tintim e a Citroën
Hergé, o criador de Tintim, o famoso herói da banda desenhada, era um grande admirador de automóveis e sendo de origem francófona (belga), não é de admirar que a relação mais recorrente seja a de Tintim e a Citroën, tendo Hergé recorrido a vários modelos da Citroën, de entre outras marcas e modelos de carros, para transportar as suas personagens nos mais de 20 livros das Aventuras de Tintim.

## As aventuras de Tintim e a Citroën
Dupond e Dupont, os desajeitados detectives da saga, foram duas das personagens que possuíram um automóvel Citroën. No livro,Tintim no País do Ouro Negro de 1950, o modelo usado pelos detectives foi o Citroën Modelo C de 5cv. Este popular modelo da Citroën, embora tivesse sido produzido apenas entre 1922 e 1929, continuou a circular pelas estradas francesas por mais de trinta anos.
Mas os detectives Dupond e Dupont não iriam ficar para sempre com o Modelo C. Seis anos mais tarde, Hergé lança O Caso Girassol e neste livro os detectives apareciam ao volante do mais famoso, carismático e acarinhado modelo da Citroën de todos os tempos: o 2CV.
Na mesma aventura, os vilões conduziam um imponente Citroën Traction Avant. 
Não foi preciso esperar muito para voltar a ver um Citroën numa aventura do Tintim. No livro de 1963, As Jóias de Castafiore, é a vez de entrar em cena o Citroën Ami 6. Ao volante deste inconfundível modelo da Citroën apareceu o médico do Capitão Haddock.

## As aventuras de Tintim e a Citroën fora dos livros
A relação entre Tintim e a Citroën não ficou pelos livros de aventuras de Hergé. A Citroën decidiu apostar fortemente na grande popularidade que o Tintim possuía, sobretudo nos países de língua francesa, e lançou diversos artigos da marca com as personagens de Hergé. A maior parte das ilustrações foram inclusivamente desenhadas por Bob de Moor, um dos responsável pelos desenhos dos álbuns de Tintim